# 撕唇阔蕊兰
撕唇阔蕊兰（学名：Peristylus lacertifer）为兰科阔蕊兰属下的一个种。

## 扩展阅读
- 維基物種上的相關：撕唇阔蕊兰